# 1750 en droit
Cet article présente les faits marquants de l'année 1750 en droit.

## Événements
- 13 janvier : traité de Madrid, prévoyant des rectifications de frontières entre Portugal et Espagne en Amérique du Sud : la Colônia de Sacramento devait être échangé contre les sept missions jésuites de l’Uruguay[1]. Les Indiens des réductions jésuites, soutenus et armés par les religieux, refusent l’incorporation au Portugal (Guerre des Guaranis), au point qu’il faudra réviser le traité en 1761.
  - Après ce traité des limites, une équipe de cartographes, dirigée par Mendonça Furtado, explore l’Amazone[2].
  - La mainmise sur le territoire des sept missions permet aux Britanniques, alliés aux Portugais, de pratiquer la contrebande avec le Pérou en évitant les contestations avec les Espagnols du Rio de la Plata[2].

- 30 octobre : convention de Saint-Pétersbourg entre l'Autriche, la Russie et le Royaume-Uni[3].